# Taxi (programa de televisión de España)
Taxi fue un concurso de televisión español producido en colaboración con la productora ATN y emitido en La Sexta desde el 13 de mayo de 2013. Este formato fue una adaptación del concurso original británico Cash Cab y estaba presentado por Miki Nadal y Manolo Sarriá. El concurso se emitía de forma diaria de lunes a viernes, con una duración aproximada de 45 minutos. Antes de ser emitido en La Sexta, Taxi había sido emitido a través de algunas televisiones autonómicas. Entre ellas se encuentran Telemadrid (bajo el nombre de Taxi, taxi), entre 2006 y 2007 con Joan Domínguez, y Canal Sur 2, entre 2010 y 2012 con Manolo Sarriá. El concurso fue cancelado, emitiendo su último programa el 28 de junio de 2013, tras no cumplir las expectativas esperadas en cuanto a audiencias.

## Historia
El 3 de julio de 2006 se estrenó en Telemadrid el programa Taxi, taxi, presentado por Joan Domínguez. Más tarde, el 18 de enero de 2010, el programa se estrenó en Canal Sur 2 con Manolo Sarriá bajo el nombre de Taxi. Por otro lado, el 23 de abril de 2013, se dio a conocer a través de la página web oficial de La Sexta y de otros portales de internet especializados en televisión, que el formato británico Cash Cab saltaba a emitirse a nivel nacional. Así, el formato aterrizó en La Sexta el 13 de mayo de 2013 a las 15:30 horas. Tres semanas después, debido a los discretos datos de audiencia de Taxi y Así nos va, La Sexta intercambió el horario de ambos formatos, por lo que el concurso pasó a emitirse a las 17:20 horas desde el 3 de junio.
Finalmente, debido a los bajos índices de audiencia en su franja horaria, El martes 25 de junio de 2013 la cadena La Sexta confirmó que cancelaba el programa. Así, Taxi emitió su último programa el 28 de junio de 2013.

## Mecánica
Los concursantes son los ciudadanos de a pie que cogen sin saberlo este "taxi-concurso". Piensan que se suben a un taxi cualquiera y se encuentran por sorpresa en un programa de televisión y con la posibilidad de ganar dinero con solo responder a unas preguntas mientras se dirigen a su destino. En el taxi, además de jugar, también se charla sobre diferentes asuntos de la vida cotidiana, se comparten anécdotas y se conocen algunos aspectos curiosos de los pasajeros.
El valor de las preguntas va aumentando a medida que avanza el concurso y el participante solo puede cometer dos errores. Con el tercer fallo finalizará la carrera y tendrá que apearse del vehículo sin un solo euro. Los concursantes de este original programa tendrán la oportunidad de contar con ayuda externa, y es que podrán llamar a algún amigo o incluso a viandantes para que les ayude a buscar la respuesta adecuada a las cuestiones planteadas.
Si se llega al destino, el conductor ofrece al pasajero una opción. El concursante puede mantener el dinero acumulado y abandonar el taxi o, por el contrario, arriesgarse y jugar al doble o nada. El juego de doble o nada es un sencillo juego de cartas. Tras mezclar las cartas de una baraja española y cortar donde los concursantes digan, el presentador mostrará en pantalla la carta seleccionada sin que la vean los concursantes, y sin conocerla, deberán decidir si juegan o no. Si juegan, les mostrará la carta y después volverá a barajar y cortar. Si la segunda carta es más alta que la primera, duplicarán el dinero, y si es menor lo perderán todo (si fuera igual, se volvería a jugar otra vez).

## Audiencias a nivel nacional
| Temporada | Temporada | Episodios | Estreno            | Final               | Audiencia media | Audiencia media | Audiencia media |
| Temporada | Temporada | Episodios | Estreno            | Final               | Espectadores    | Cuota           |                 |
| --------- | --------- | --------- | ------------------ | ------------------- | --------------- | --------------- | --------------- |
|           | 1         | 34        | 13 de mayo de 2013 | 28 de junio de 2013 | 338 000         | 2,7%            |                 |

### Temporada 1: 2013
| Programas emitidos. (Evolución semanal) | Programas emitidos. (Evolución semanal) | Programas emitidos. (Evolución semanal) | Programas emitidos. (Evolución semanal) |
| N.º (serie)                             | N.º (temp.)                             | Fecha de emisión                        | Audiencia                               |
| --------------------------------------- | --------------------------------------- | --------------------------------------- | --------------------------------------- |
| 1                                       | 1                                       | 13 de mayo de 2013                      | 564 000 (4,1%)                          |
| 2                                       | 2                                       | 14 de mayo de 2013                      | 417 000 (3,0%)                          |
| 3                                       | 3                                       | 15 de mayo de 2013                      | 429 000 (3,0%)                          |
| 4                                       | 4                                       | 16 de mayo de 2013                      | 464 000 (3,3%)                          |
| 5                                       | 5                                       | 17 de mayo de 2013                      | 413 000 (2,9%)                          |
| 6                                       | 6                                       | 20 de mayo de 2013                      | 525 000 (3,7%)                          |
| 7                                       | 7                                       | 21 de mayo de 2013                      | 398 000 (2,8%)                          |
| 8                                       | 8                                       | 22 de mayo de 2013                      | 447 000 (3,3%)                          |
| 9                                       | 9                                       | 23 de mayo de 2013                      | 402 000 (3,0%)                          |
| 10                                      | 10                                      | 24 de mayo de 2013                      | 431 000 (3,2%)                          |
| 11                                      | 11                                      | 27 de mayo de 2013                      | 426 000 (3,1%)                          |
| 12                                      | 12                                      | 28 de mayo de 2013                      | 389 000 (2,8%)                          |
| 13                                      | 13                                      | 29 de mayo de 2013                      | 451 000 (3,2%)                          |
| 14                                      | 14                                      | 30 de mayo de 2013                      | 436 000 (3,2%)                          |
| 15                                      | 15                                      | 31 de mayo de 2013                      | 468 000 (3,3%)                          |
| 16                                      | 16                                      | 3 de junio de 2013                      | 242 000 (2,1%)                          |
| 17                                      | 17                                      | 4 de junio de 2013                      | 280 000 (2,4%)                          |
| 18                                      | 18                                      | 5 de junio de 2013                      | 195 000 (1,7%)                          |
| 19                                      | 19                                      | 6 de junio de 2013                      | 196 000 (1,7%)                          |
| 20                                      | 20                                      | 7 de junio de 2013                      | 193 000 (1,5%)                          |
| 21                                      | 21                                      | 10 de junio de 2013                     | 262 000 (2,1%)                          |
| 22                                      | 22                                      | 11 de junio de 2013                     | 297 000 (2,5%)                          |
| 23                                      | 23                                      | 12 de junio de 2013                     | 271 000 (2,3%)                          |
| 24                                      | 24                                      | 13 de junio de 2013                     | 323 000 (2,7%)                          |
| 25                                      | 25                                      | 14 de junio de 2013                     | 344 000 (2,9%)                          |
| 26                                      | 26                                      | 17 de junio de 2013                     | 295 000 (2,3%)                          |
| 27                                      | 27                                      | 18 de junio de 2013                     | 286 000 (2,3%)                          |
| 28                                      | 28                                      | 19 de junio de 2013                     | 299 000 (2,4%)                          |
| 29                                      | 29                                      | 20 de junio de 2013                     | 282 000 (2,4%)                          |
| 30                                      | 30                                      | 21 de junio de 2013                     | 330 000 (2,7%)                          |
| 31                                      | 31                                      | 24 de junio de 2013                     | 241 000 (1,9%)                          |
| 32                                      | 32                                      | 25 de junio de 2013                     | 280 000 (2,4%)                          |
| 33                                      | 33                                      | 26 de junio de 2013                     | 289 000 (2,5%)                          |
| 34                                      | 34                                      | 28 de junio de 2013                     | 234 000 (2,0%)                          |